# Будзило Орислава Луківна
Орислава Луківна Будзило (нар. 28 квітня 1949, село Магдалівка, тепер Тернопільського району Тернопільської області) — українська радянська діячка, робітниця-рівничниця Тернопільського бавовняного комбінату Тернопільської області. Депутат Верховної Ради СРСР 11-го скликання.

## Біографія
Трудову діяльність розпочала у 1966 році колгоспницею в Підволочиському районі Тернопільської області.
У 1969 році закінчила професійно-технічне училище № 2 міста Тернополя.
У 1970—1989 роках — робітниця-рівничниця Тернопільського бавовняного комбінату імені 60-річчя Великої Жовтневої соціалістичної революції міста Тернополя Тернопільської області.
З 1989 року — на пенсії в місті Скалаті Підволочиського району Тернопільської області.

## Нагороди
- орден Жовтневої Революції (1984)
- орден Трудового Червоного Прапора (1976)
- заслужений працівник промисловості Української РСР (1988)
- медалі